# Slide (melodie)
In de Ierse traditionele muziek (Ierse folk) is een slide een 'tune' in 12/8 maatsoort. Slides zijn ontstaan in de regio Sliabh Luachra in Zuidwest-Ierland. Slides worden soms verward met jigs. Slides in 6/8 worden single jig genoemd. Slides hebben vier maten per regel en jigs hebben er acht. Slides zijn ook iets sneller dan jigs: vaak 150 bpm. Op slides wordt gedanst door groepen, zogenaamde set dancers; op single jigs wordt gedanst door step dancers.
Veelgespeelde slides zijn:
- Star above the Garter
- Hare in the Corn
- An Chóisir
- Forget Your Troubles
- Rathawaun
- Denis Murphy's Slide